# Васюкова (Степанчикова) Тетяна Омелянівна
Васюкова (Степанчикова) Тетяна Омелянівна (1941 р. - 2005, Львів, Україна) – театрознавець, викладач факультету культури та мистецтв Львівського національного університету ім. І. Франка, автор ряду монографій з історії театрів Львова.
1963 р. закінчила Львівський університет ім. Івана Франка.
1970 р. – закінчила Київський театральний інститут  ім. І. Карпенка-Карого.
Багато років була практикуючим театральним критиком, автор низки публікацій в обласній. республіканській і всесоюзній пресі. Автор статей в Українській Радянській Енциклопедії (УРЕ), в журналах "Украинский театр", "Театральная жизнь", "Жовтень", "Клуб и художественная самодеятельность", "Русский язык и литература в средних специальных учебных заведениях. УССР", "Возрождение". Публікувалася закордоном (журнал "Театър" – Болгарія).
Відмінник народної освіти України, десять років керувала учнівським народним театром-студією "Мрія"– лауреатом всеукраїнських і міжнародних фестивалів і конкурсів. Була учасником низки міжнародних конгресів. 
2003–2005 рр. – викладач факультету культури та мистецтв . Дисципліни: "Теорія драми", "Історія зарубіжного театру".

## Монографії
- Шлях актриси. – Львів: ЛА "ПІРАМІДА", 2002.
- Історія єврейського театру у Львові. "Крізь терни – до зірок!" – Львів: Ліга-Прес, 2005.

## Сім’я
Чоловік - Васюков Олег Казимирович, дві доньки.